# Legend (roman)
Pour les articles homonymes, voir Legend.
 (mars 2017).
Legend (titre original : Legend) est un roman dystopique écrit par l'auteure américaine Marie Lu en 2011. C'est le premier livre de la trilogie du même nom, suivi de Prodigy et de Champion.

## Résumé
June est un prodige. À quinze ans, elle fait partie de l’élite de son pays. Brillante et patriote, son avenir est assuré dans les hauts rangs de l’armée. 
Day est le criminel le plus recherché du territoire. Né dans les taudis qui enserrent la ville, il sévit depuis des années sans que les autorités parviennent à l’arrêter. 
Issus de deux mondes que tout oppose, ils n’ont aucune raison de se rencontrer… jusqu’au jour où le frère de June est assassiné. 
Persuadée que Day est responsable de ce crime, June se lance dans une traque sans merci… Mais est-elle prête à découvrir la vérité ?"